# 스쿨홀릭
《스쿨홀릭》(Schoolholic)은 신의철이 네이버 웹툰 코너에 연재했던 웹툰이다. 소재는 주로 학교에서 일어나는 재밌는 일들과 작가의 경험등을 바탕으로 다루고 있다.(신의철은 중, 고등학교의 선생님이기도 했다.) 이 웹툰은 일주일에 1회씩 연재되다가 인기가 점점 높아져 2회 (화, 토)에 연재로 바뀌었다. 또한 단행본이 나와 책으로 구매가 가능하다. 2012년 12월 28일에 연재가 완료되었다.

## 목차

### 내용
각각의 화마다 별개의 에피소드로 구성되며, 각각의 에피소드는 교훈을 주기보다는 재미를 이끌어 내는 데에 그 목적을 둔다. 한때는 미술 선생님이기도 했던 신의철이 교사직을 하던 동안에 일어난 재미난 학교 생활에 얽힌 에피소드를 바탕으로 만화를 올리고 있고 팬들로부터 소재를 받아 만화를 쓰기도 한다. 소재가 학교와 관련되어 있기 때문에 특히 학생들에게 많은 공감과 인기를 누리는 만화이다.

## 등장 인물

### 선생님들

#### 강적중
- 신썖(신의철) - 웹툰 상에서 작가 본인의 캐릭터로, 귀차니즘에 빠진 미술 선생으로 나온다. 미노 군이 '신의철 선생님'을 줄여 '신썖'이 되었다. 2011년까지는 2학년 6반을, 2012년에는 3학년 6반을 맡았다. 담임 선생이지만 정신 연령은 제자들과 동급이다. 최근엔 동료 교사 조은샘과 뭔가 미묘한 관계를 보이더니, 결국 조은샘과 결혼하여 유부남이 되었다. 종례는 대부분 교실에 들어오자 마자, 아니면 반장에게 문자 메시지나 전화 종례를 하는 등 신썖의 반은 종례가 매우 빨리 끝난다.

- 부도덕 - 도덕 교사로 도덕적인 면을 보인 적은 거의 없다. 교무실에서 몰래 온라인 고스톱을 하는 것이 취미. 이름의 의미는 이름 그대로 부도덕한 선생님인 것으로 해석이 된다. 15년 전부터 '다음부턴 꼭 미리' 시험문제를 출제하시겠다고 하신다.

- 간지나 - 영어 교사이며 여선생이다. 학교에 들어올 때의 모습과 지금의 모습은 완전 다르며, 괄괄하고 난폭한데다 결벽증이 아주 심하다.(교탁을 5°만 틀어놔도 정신이 해탈될 정도.) 주로 두꺼운 영영사전을 베게로 애용하신다. 아랑양이 1학년 때 담임을 맡았을 때, 너무 지각을 많이(사실 매일)지각을 해서 아랑양 이름만 들어도 스트레스성 위염의 증세가 나타나며, 심지어는 구급차에 실려갔었다. 이름의 의미는 역시 이름 그대로 간지나는 선생님이라 이름이 저렇게 붙여진 것으로 추정.

- 맑은샘 - 한문을 가르치시고 무협지를 즐겨 보신다.

- 쿡쌤 - 기술 선생님이시고 항상 제빵 모자를 쓰고 다닌다. 맑은샘과는 사촌관계로 밝혀졌다. 문명V(게임)를 즐기신다. 아마 제빵 모자를 쓰고 다니셔서 쿡쌤이신것 같다.

- 마리오(馬理五) - 이 학교의 교장이다. 이름 그대로 슈퍼 마리오의 주인공인 마리오다.

- 조은샘 - 사회 교사이며 여선생이다. 항상 웃는 얼굴에다 친절하다. 아이들의 장난에도 웬만해선 눈 꿈쩍도 안하는 등 보기보다 내공이 세다. 화를 잘 내는 편은 아니지만 한번 열 받으면 서슬 퍼런 마녀로 변하는 등 엄청 무서워진다. 2011년 초반에 만화에서 신썖과 뭔가 수상한 사이임을 은연중에 알리다가 신썖과 결혼했다. 이로써 조은샘의 실제 캐릭터가 신썖(신의철)의 실제 아내 분임이 드러났다. 고등학교로 전근가게 되어, 일부 내용이 고등학생 이야기로 이루어지기도 한다.

- 보노 - 여자 음악 선생님이시고 라우의 1학년 당시 담임이었다. 라우군 이야기만 나오면 리코더를 부숴버릴 정도. 보노보노와 비슷하게 생기셨다.

- 김수학-50세의 수학선생님, 아랑이가 존경하는 선생님이며, 이유는 아랑이의 불면증을 치료해 주었기 때문이다(불면증에 시달리던 아랑이가 김수학선생님의 수업을 듣고 잠을 잘수있었기 때문). 무려 30년 전부터 '다음부턴 꼭 미리' 시험문제를 출제하겠다고 하신다.

- 고미실 - 이 학교의 교감이다. 선덕여왕의 미실과 같은 복장을 하고 있다. 성격도 예민하며 깐깐한 스타일이다. 일을 대충 하고 편하게 하려는 신썖을 툭하면 갈군다. 글자체를 모두 구분할 수 있다.

- 천사표 - 이 학교의 착한 수학선생님이다. 그러나 학생에게 주는 벌은 인생에 사표를 주는 듯 하게 세게한다. 사표를 주는 듯 세게 한 이후는 학생에게 천사로 만들어 줌.

- 운동장 - 체육 교사이다. 자주 등장하지는 않는다.

- 마미 - 이 학교의 가정 교사이다. 자주 등장하지는 않는다.

- 새내기 - 새로 부임한 국어선생님이다. 고사계 업무를 담당하고 있어 시험문제 출제기간에는 항상 늦게 내는 선생님들 때문에 거의 밤을 지새우신다.(특히 마감 바로 전날)

- 한국어 - 국어 교사이다. 주걱으로 아이들을 벌줬었으며, 현재는 라우군이 주걱을 버림으로써 사용하지 못하고 있다. 가끔은 수업을 쉬는 시간이 끝났음에도 불구하고 수업을 계속하고 있던 적이 있었다.

- 일석(Einstein) - 과학 교사이다. 이 선생님이 맡은 반은 종례를 하는 중 이야기가 삼천포로 빠져버려 종례가 매우 긴 편이다.

- 정쉪 - 영양 교사이다. 급식표의 오타가 심하다. 197화 이후로는 나오지 않고 있다.

- 한국사 - 국사 교사이다. 독립투사의 후손이라 전해진다.

#### 강적고(?)
- 루이지(樓利知) - 조은샘이 새로 전근 간 고등학교의 교장이다. 이름 그대로 슈퍼마리오 시리즈에 나오는 루이지다.

- 고삼순 - 조은샘이 전근간 고등학교의 선생. 조은샘보다 후배이며 고3만 담당을 해서 항상 푹 삭은 얼굴이나, 사실은 엄청나게 미인인 여교사이다.

- 공작원 - 국어 교사이다. 본래는 북한의 첩자였으나, 자수하여 교사로 살아가고 있다. 고등학생들의 여러 모로 행동(예: 지각을 피하기 위해 철조망 밑으로 들어간다든지, 남자 화장실의 매우 좁은 창고에서 약 5~6명이 들어가 있었다던지)으로 인해 고등학교를 특수 공작원 양성 학교로 오해하고 있다.

#### 강적초
- 안보링 - 2012년 새로 등장한 초등학교 교사이다. 신썖반 아이들의 초등학교 시절의 담임을 맡고 있다.

- 구파 - 강적초의 교장선생님. 이름대로 슈퍼마리오의 쿠파이다.

### = 기타
- 수리영 - 스쿨홀릭:작업의 공식에 나온 수학교사이다. 라우의 문제집에 나온 문제를 풀어주고 다음날 같은 문제를 내주었는데 답만 적은 문해수를 보고 전일군과 수학대회출전 대결을 몰래 벌이게 한다. 잠깐 문해수의 형 문제수에게 고백을 당한다. (물론 거절하였다)

### 학생들
- 쭈니 군 - 웹툰 상에서 신썖의 제자 중에 한 명으로 나온다. 이 캐릭터는 얼굴은 사람이나 입이 새의 부리(탈착식)인 점이 특징이다. 반에서 말썽을 도맡아하는 트러블메이커. 라우 군과 같이 담임인 신썖에게 자주 벌을 받는다. 그래도 라우보다는 성적이 좋다.

- '도미노 군 - 웹툰 상에서 신썖의 제자 중에 한 명으로 나온다. 이 캐릭터는 얼굴 부위가 상자이고 그 위에 안경을 쓰고 있다는 점이 특징이다. 하지만 이 상자가 사회 교사였던아버지의 지시 (도미노 군은 아버지가 사회 교사이셨기 때문에 사회 시험에서 100점을 맞아야 한다는 부담감으로 사회 성적이 좋지 않았다) 로 자기 얼굴을 가리기 위한 마스크였음이 밝혀진다. 122화에서 도미노 군의 정체가 밝혀진다. 상자를 벗으면 전일군과 버금갈 정도로 잘 생긴 훈남이다. 성적도 반에서는 상위권이지만 그렇게 빼어나지 않은 것도 똘이 군과 비슷하다.
- 라우 군 - 웹툰 상에서 신썖의 제자 중에 한 명으로 나온다. 이 캐릭터는 머리스타일은 드래곤볼z의 손오반(고등학생 시절)과 똑같으며 항상 얼굴이 진지하게 나오거나 겉모습의 맞지 않는 표정(지나친 쌍꺼풀 등) 을 하고 있다는 점이 특징이다. 공부와는 아예 취미가 없으므로 성적은 바닥을 기기 일쑤다.(이른바 '북두신권')시험을 볼 때는 시험 문제 중 객관식은 아무거나 찍는다. 쭈니 군과 같이 말썽을 도맡아하며 담임인 신썖에게 자주 혼나는 편이다. 집이 기초수급대상자이다.

- 똘이 군 - 안경잡이 학생으로 이미지는 모범생 타입이다. 성적은 나름 상위권이지만 그렇다고 특출나게 빼어날 정도는 아니다. 철두철미하고 계획성이 있는 성격이나 그다지 효과를 보지 못하는 면도 있고... (76화 계획의 달인 참고) 대체로 아이들과는 잘 지내는 편이나 잘난 척 하는 기질 때문에 가끔씩 무시를 좀 당하는 편이다. 라우 군과는 초등학교 동창이다.

- 소공녀 - 라우 군의 여자친구로 나온다. 지능은 여자아이들 중 제일 떨어지며 남친이자 반 대표 바보인 라우 군과 거의 동급이다. 한마디로 바보. 머리 풀어헤치면 처녀귀신같이 좀 음산한 분위기를 풍긴다. 명문 초교인 천하초등학교를 나왔지만 실력 때문이 아니라 뽑기에서 운이 좋게 걸려 들어간 것이다.

- 아랑 양 - 냉소적이며 지극히 현실적인 소녀. 시니컬의 대명사.눈 밑의 다크서클이 트레이드 마크. 항상 반장으로써의 면모를 보이지만 가끔 위험한 일을 벌이기도 한다.(78화 서프라이즈 참고) 본의 아니게 지각을 자주하여 신썖한테 자주 혼난다.

- 슬이 양 - 웹툰 상에서 신썖의 제자 중에 한 명으로 나온다. 이 캐릭터는 여학생이며 다른 학생들처럼 크게 말썽을 부리지는 않지만 나름 곤란함으로 신썖을 괴롭히기도 한다. 특히 머리 꾸미기,렌즈 착용 등 미용에 관심이 많고 좀 애늙은이다. 아이들 중에서 수달 군과 함께 비중이 많이 낮은 관계로 자주 등장하지 않는다.

- 크리 양  - 본명은 크리스탈이며 항상 순수함을 잃지 않으려고 노력한다. 특히 선생님에 대한 환상이 깊게 남아 있어 아이들 중 가장 세상 물정을 모른다.

- 티컬 양  - 본명은 크리티컬이며, 동생인 크리 양과 반대로 까칠한 성격을 지녔다. 만우절 날에 동생 크리 양과 반을 바꿔 수업 한 적 있으며(얼굴이 똑같기 때문에) 동생 크리 양이 영어 숙제를 안해 오는 바람에 졸지에 매 맞는 봉변을 당하기도 했다. 미노 군이 자신의 이름 대신 크리 양이라고 불러 줘서(물론 도미노는 크리스탈인줄 알고 불렀겠지만)그 후부터는 미노 군에게 호감을 갖은 듯 하다. (크리 양과 티컬 양의 차이는 가르마의 방향과 머리띠의 색깔, 리본의 방향, 그리고 성격이다.)

- 수달 군  - 다른 아이들과는 달리 자주 나오는 편은 아니지만 매번 잠만 자는 학생으로 나온다. 코와 입이 수달처럼 생겼다. 당연히 성적도 바닥을 기고있다. 집이 차상위계층이다. 우유와 급식비를 계속 못 내고 있다.

- 시원 양  - 223화에서 2주년특집으로 등장한 여학생. 이름답게 성격과 모든 일에서 쿨한 듯... 해 보이지만 알고 보면 속이 좁고 잘 삐치는데다 욱하는 성격에 뒤끝도 장난 아니게 세다. 그냥 이 때까지 보였던 쿨한 이미지 때문에 억지로 쿨한 척 하고 있는 것이다. 그래서 본래 성격과 자신의 이미지 사이에서 많이 혼동하고 괴로워하는 면도 보인다. 출연하면 언제나 아메리카노를 마시고 있다.

- 전일 군  - 251화에서 처음 등장한 학생. (소년탐정 김전일의 그 전일이 아닌) 말 그대로 학교에서 "전"교 "일(1)"등인 학생이다. 압도적인 카리스마와 미묘한 유머 감각, 무난한 성격에 운동이나 게임도 그럭저럭 하는 등 사교성도 좋다. 특히 잘 노는데도 성적은 언제나 특상위권, 게다가 미술(조각) 솜씨도 극강인 완전 만능인에다 초모범생. 딱 하나의 단점이 바로 매우 음치라는 것이다. 한마디로 엄친아. 얼마 전에 공개된 전일군의 성적도 (100점 만점) 음악만 유난히 82점(그것도 수행평가 다 최고 등급으로 올려 줘도)으로 낮다.

- 구습 군  - 252화에서 처음 등장한 학생. 본명은 안구습(...). 전일군과 여러모로 대조되는 캐릭터다. 수업태도는 아주 좋으며 필기도 꼼꼼히 하고 방과 후 학원에 꼬박꼬박 다니는데다 예습, 복습도 아주 충실하게 하는 등 공부량과 노력은 전교 1등, 아니 세계 1등이라 할 수 있으나... 이상하리만치 그런 노력에 비해 성적은 중상위권. 그래서 그의 수업 태도를 아주 좋게 보는 선생님들과 친구들에게 여러 모로 측은함과 안타까움을 불러 일으키는 불쌍한 소년. 하지만 공부하는 방법을 몰라서 그럴 뿐 진짜로 제대로 된 방법으로 공부하면 가히 서울대 갈 인재로도 손색이 없는 학생이다.

- 선이 양  - 가장 최근에 등장한 신 캐릭터. 사과 꼭지 모양의 헤어스타일의 소녀로 전라도에서 전학온 학생이다. 초반에 반 아이들(특히 아랑 양을 비롯한 여자애들)에게 텃세를 당하기도 했으나 기싸움에서 지지 않으려고 오리지널 전라도 사투리로 대항하는 포스를 보여주자마자 바로 여자애들에게 무릎을 꿇게 만드는 위엄을 달성하였다. 본의 아니게 되었지만 그 후로는 여자애들의 짱(보스)으로 군림 중이다. 어느 정도냐면 "으메" 한마디에 여자아이들이 머리를 숙일 정도...

- 복댕 군  - 역시 최근에 등장한 신 캐릭터. 생긴 것도 그렇고 모티프가 딱 <최고의 사랑>의 주인공 독고 진이다. 2년 꿇은 복학생으로 나이도 많고 얼굴도 딱 형님같은 포스로 반 아이들에게 엄청난 충성을 받고 있다. 어느 정도냐면 담임인 신썖보다 권력이 더 클 정도로...(신썖의 레임덕?!) 그러나 사실은 몸이 안 좋아서 2년간 휴학하면서 병원생활을 하다 잘 극복하여 퇴원하고 다시 학교에 되돌아온, 그야말로 학교와 친구들이 고픈 평범한 학생일뿐. 하지만 복학하자마자 어린 동급생들에게 열렬한 충성과 지지를 받으면서 본의 아닌 권력(?)을 마음껏 즐기는 중이다.

- 정색 군  - 역시 최근에 등장한 신 캐릭터. 웃자고 한말에 심하게 딴죽을 거는 경우가 많아 많은 사람들이 싫어한다.

- 순정녀  - 최근에 등장한 신 캐릭터이다. 부도덕 선생님이 프라모델부를 만들었을 때, 이를 잘못 들어 '프로 모델'부로 들어서 가입을 하게 된다.

- 문해수  - 스쿨홀릭:작업의 공식에 잠깐 나온 캐릭터이다. 시원 양을 짝사랑 하고있다. 수학을 줄줄이 꿰고있다.

## 만화가로서의 활동
(연재 중인 만화)
①(전) '투니랜드 캐스터즈 1기' 연재(글)
②(전) '네이버 스쿨홀릭'
③(전) '인형의 기사" 연재중(글)
④(전) '플러스 알파' 연재중
⑤(전) '지친 내 삶의 자양강장제 패러D교실' 연재중
⑥(전) '내일은 웹툰' 연재중
⑦(현) '사이드 킥' 연재중
(작가가 낸 책)
①<스쿨홀릭 1(악마는 교복을 입는다)>
②<스쿨홀릭 2(게임의 법칙)>
③<삼성출판사 한자만화>
④<스쿨홀릭 3(전설의 점수)>
⑤<스쿨홀릭 4(수면의 달인)>
⑥<스쿨홀릭 5(교무실 손님과 선생님)>
⑦<스쿨홀릭 6(너의 방학식)>
⑧<스쿨홀릭 7(리틀 · 미들 · 하이 3종세트)> 외 다수
⑨<스쿨홀릭 8(마지막 수업)>